# Satyrus sibirica
Satyrus sibirica är en fjärilsart som beskrevs av Otto Staudinger 1871. Satyrus sibirica ingår i släktet Satyrus och familjen praktfjärilar. Inga underarter finns listade.